# 스틸로포라
스틸로포라(Stylophora)는 고생대에 살았던 극피동물의 일종이다. 극피동물이면서 몸이 오방사대칭이 아니고, 오히려 비대칭이다. 다른 극피동물들과의 유연관계에 대해서는 확실하게 밝혀진 것이 아직 없다. 과거에는 해과류(海果綱, Homalozoa)라는 원시적 극피동물을 묶은 분류군의 일종으로 취급하였는데, 이는 하나의 진화적 계통을 나타낸다기보다는 원시적인 종류들의 임의적 집합에 가까운 분류군이다.
스틸로포라는 크게 코르누타목(Cornuta)과 미트라타목(Mitrata)으로 나뉜다. 이 중 코르누타목은 하나의 진화 계통이 아닌, 미트라타목보다 먼저 분기한 종들의 집합일 뿐이라는 견해가 있다.

## 구조
스틸로포라는 크게 넓고 평평한 몸통(theca)과 하나의 긴 가닥 모양의 부속지(aulacophore)로 구성된다. 여기서는 스틸로포라 동물의 살아 생전 모습을 기준으로, 바닥과 닿는 면을 아랫면, 수면을 마주보는 면을 윗면으로 서술하겠다. 또한, 부속지가 있는 방향을 앞, 몸통이 있는 방향을 뒤로 서술하겠다.
부속지는 근위부(proximal), 중간부(median), 말단부(distal)로 이루어져 있다. 가장 뒤에 있는 근위부는 소골편(ossicles)으로 된 고리들이 둘러싸고 있다. 하나의 고리는 네 개의 소골편으로 이루어져 있는데, 윗면에 좁은 것이 두 개 나 있고, 아랫면에 넓은 것이 두 개 나 있다. 중간부와 말단부는 합쳐서 팔(arm)이라고 불린다. 중간부의 소골편은 원뿔대 모양인데, 스타일로콘(stylocone)이라고 불린다. 위쪽 면에는 입이 있다. 말단부는 무수히 많고 작은 소골편이 둘러싸고 있다.
팔을 위에서 봤을 때, 중심을 따라 일직선의 홈이 나 있는 것이 포착된다. 이는 중앙홈(median groove)으로, 그 시작점은 입이 있는 곳이다. 이 중앙홈을 중심으로 관족(tube feet)들이 소골편 사이로 튀어나와 있다. 양쪽 옆으로는 덮개판(cover plates)들이 나 있다.
몸통은 아랫면이 평평하고, 윗면이 볼록한 모양이다. 윗면을 봤을 때, 맨 뒷쪽에 나 있는 하나의 구멍이 바로 항문이다. 그 외에 호흡기관, 생식공, 수공 등이 종류에 따라 발견되기도 한다.
몸통에는 소골편이 큰 것과 작은 것이 나 있다. 큰 골편은 몸의 외곽을 둘러싸고, 작은 골편은 나머지 부분을 채운다. 아랫면을 보면 큰 골편 하나가 몸통 사이를 가로지르는데, 이는 '멍에판'(zygal plate, zygal bar)이라고 불린다. 미트라타목의 경우 대체로 큰 골편이 코르누타목의 큰 골편보다 크게 자란다.

## 석회삭류 가설
석회삭류 가설(Calcichordate hypothesis)란, 스틸로포라가 척삭동물의 기원에 가까운 동물이라는 가설으로, 리처드 제프리스(Richard Jefferies)가 1986년에 처음 발표하였다. 이 가설에서는 스틸로포라의 몸통을 머리로, 부속지를 꼬리로 해석한다. 코누트는 계통도에서 척삭동물 밖에 위치한 자매군으로, 미트레이트는 원시적인 척삭동물로 해석되어, 척삭동물의 조상은 코누트의 형태에서 미트레이트의 형태로 진화하고, 거기서 척추동물, 멍게, 창고기 등으로 분화하였다는 것이 석회삭류 가설의 내용이다.
스틸로포라가 척삭동물과 관련있는 동물인지, 아니면 극피동물인지에 대해서는 학자들의 의견이 분분하여 석회삭류 가설을 비판하는 학자들도 있었다. 현재는 모로코의 페조우아타층(Fezouata Formation)에서 스틸로포라의 관족 및 수관계가 황철석으로 치환돼 화석으로 남은 것이 2019년에 학계에 보고되어, 이들을 극피동물의 일종으로 보는 견해가 지배적이다.

## 생태

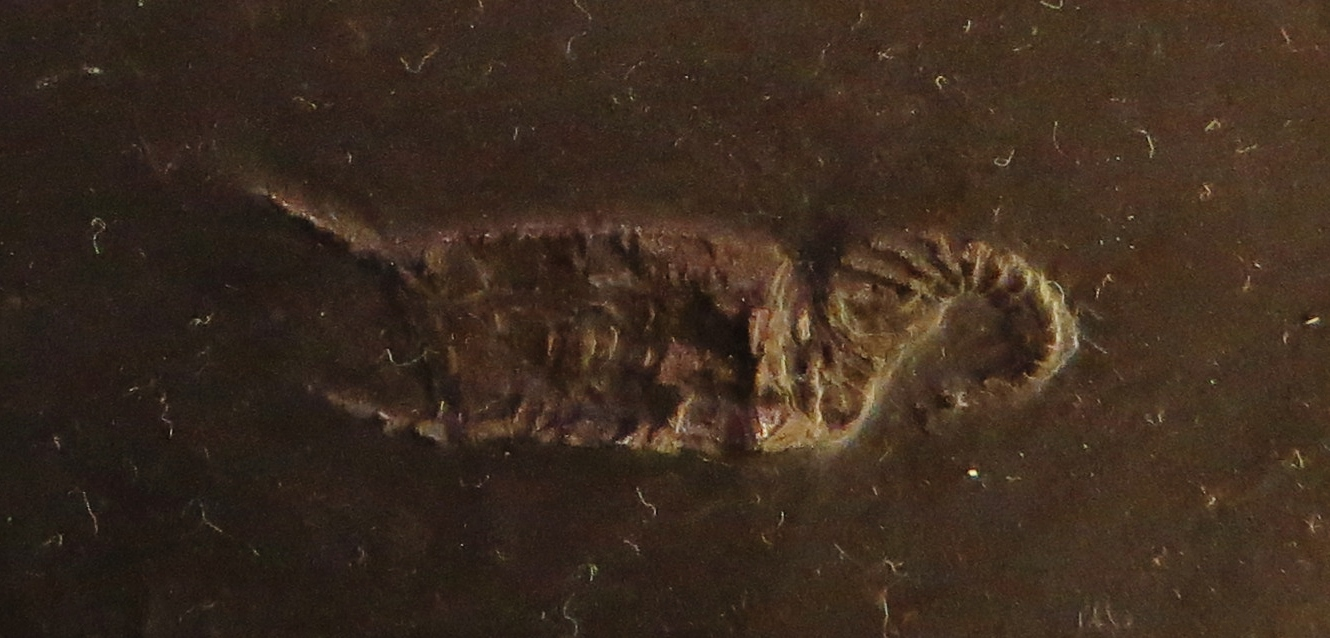
미트레이트 레노키스티스의 화석

스틸로포라는 저서성 동물이다. 종에 따라서 부속지 근위부의 골편을 갈고리처럼 변형시키거나, 몸통에 무수한 작은 가시를 발달시키는 등의 방법으로 바닥에 몸을 고정시켰다. 모든 코누트와 일부 미트레이트는 바닥 위에 앉아 생활하는 표서성(epifaunal) 생물이었다고 여겨진다. 반면에 미트레이트 중 후대에 번성한 종류들의 경우 퇴적물 속에 생활하는 내서성(infaunal) 생활을 할 수 있도록 진화했다. 화석 기록을 보면 완전히 표서성인 종류들은 오르도비스기가 끝나고 멸종하고, 그 후에는 내서성 미트레이트만이 살아남은 것이 보인다.
스틸로포라의 팔은 먹이를 잡고 몸을 이동시키는 역할을 했다고 여겨진다. 미트레이트의 일종인 레노키스티스(Rhenocystis)의 경우 이동하다 죽은 화석이 발견된 적이 있다. 팔을 움직이며 몸통을 질질 끌고 이동했던 것으로 보인다.

## 한국의 스틸로포라
스틸로포라의 화석은 태백산분지의 동점층 및 두무골층에서 발견된 바가 있다. 동점층에서는 캄브리아기 후기에 퇴적된 하부에서 석개재키스티스(Sokkaejaecystis) 및 두 종류의 미기재종이 발견되었다. 이들은 모두 코누트류에 속한다. 오르도비스기 전기 지층인 두무골층에서는 미트레이트류에 속하는 태백코키스티스(Taebaekocystis) 2종과 아나티폽시스(Anatifopsis), 그리고 코누트와 미트레이트에서 나온 골편의 조각들이 다수 발견되었다.

## 참고 문헌
1. ↑  Ruta, Marcello (2003년 11월 1일). “A species-level supertree for stylophoran echinoderms”. 《Acta Palaeontologica Polonica》 48.
2. 1 2 3 4 5 6  Lefebvre, Bertrand (2003년 5월). “Functional Morphology of Stylophoran Echinoderms”. 《Palaeontology》 (영어) 46 (3): 511–555. doi:10.1111/1475-4983.00309. ISSN 0031-0239.
3. 1 2 3  Lee, Seung-bae; Choi, Duck Keun (2006). “Occurrence of Early Paleozoic stylophoran echinoderms from the Taebaek Group, Taebaeksan Basin, Korea”. 《Journal of the paleontological Society of Korea》 (카누리어) 22 (2): 281–292. ISSN 1225-0929.
4. 1 2 3  Lefebvre, Bertrand; Guensburg, Thomas E.; Martin, Emmanuel L. O.; Mooi, Rich; Nardin, Elise; Nohejlová, Martina; Saleh, Farid; Kouraïss, Khaoula; El Hariri, Khadija (2019년 2월 1일). “Exceptionally preserved soft parts in fossils from the Lower Ordovician of Morocco clarify stylophoran affinities within basal deuterostomes”. 《Geobios》 (영어) 52: 27–36. doi:10.1016/j.geobios.2018.11.001. ISSN 0016-6995.
5. 1 2  Ruta, Marcello (1999). “Brief review of the stylophoran debate”. 《Evolution & Development》 (영어) 1 (2): 123–135. doi:10.1046/j.1525-142x.1999.99008.x. ISSN 1525-142X.
6. ↑  Rahman, Imran A.; Jefferies, Richard P. S.; Südkamp, Wouter H.; Smith, Ru D. A. (2009). “Ichnological Insights into Mitrate Palaeobiology”. 《Palaeontology》 (영어) 52 (1): 127–138. doi:10.1111/j.1475-4983.2008.00838.x. ISSN 1475-4983.
7. ↑  Lee, Seung-Bae; Choi, Duck (2005년 1월 1일). “Latest Cambrian cornutes (Echinodermata: Stylophora) from the Taebaeksan Basin, Korea”. 《Journal of Paleontology》 79: 139–151. doi:10.1666/0022-3360(2005)079<0139:LCCESF>2.0.CO;2.
8. ↑  Lee, Seung-Bae; Choi, Duck (2006년 11월 1일). “Tremadocian Stylophoran Echinoderms From The Taebaeksan Basin, Korea.”. 《Journal of Paleontology》 80: 1072–1086. doi:10.1666/0022-3360(2006)80[1072:TSEFTB]2.0.CO;2.